# Zarina Dijas
Zarina Dijas, kazach. Зарина Дияс (ur. 18 października 1993 w Ałmaty) – kazachska tenisistka.

## Kariera tenisowa
Jest tenisistką praworęczną z oburęcznym backhandem. Sklasyfikowana najwyżej na 31. miejscu w rankingu światowym, w styczniu 2015 roku. Na swoim koncie ma dziesięć zwycięstw singlowych w zawodach rangi ITF. Treningi tenisowe rozpoczęła w wieku 6 lat.
Pierwszym dużym sukcesem było osiągnięcie ćwierćfinału w turnieju ECM Prague Open 2009. Wystąpiła w turnieju dzięki dzikiej karcie od organizatorów i w pierwszej rundzie spotkała się z Kristiną Mladenovic, pokonując ją 6:4, 6:1. W kolejnej rundzie zmierzyła się z Petrą Kvitovą, wygrywając 6:4, 6:2. W ćwierćfinale nie sprostała Czeszce Ivecie Benešovej, przegrywając 4:6, 1:6.
W 2010 roku ponownie dzięki dzikiej karcie wystąpiła w turnieju ECM Prague Open 2010. W pierwszej rundzie zmierzyła się ze Szwajcarką Patty Schnyder, z którą przegrała 7:6(2), 4:6, 1:6. W październiku tego samego roku wygrała kwalifikacje do turnieju Kremlin Cup w Moskwie i w turnieju głównym dotarła do ćwierćfinału, pokonując po drodze Łesię Curenko i Aleksandrę Panową.

## Finały turniejów WTA
| Legenda                     | Legenda |
| --------------------------- | ------- |
| Wielki Szlem                |         |
| Igrzyska olimpijskie        |         |
| WTA Tour Championships      |         |
| 2009 – 2020                 |         |
| WTA Premier Mandatory       |         |
| WTA Premier 5               |         |
| WTA Premier                 |         |
| WTA International Series    |         |
| WTA 125K series (2012–2020) |         |

### Gra pojedyncza 2 (1-1)
| Końcowy wynik | Nr | Data                 | Turniej | Nawierzchnia | Przeciwniczka   | Wynik finału |
| ------------- | -- | -------------------- | ------- | ------------ | --------------- | ------------ |
| Finalistka    | 1. | 12 października 2014 | Osaka   | Twarda       | Samantha Stosur | 6:7(7), 3:6  |
| Zwyciężczyni  | 1. | 17 września 2017     | Tokio   | Twarda       | Miyu Katō       | 6:2, 7:5     |

## Wygrane turnieje rangi ITF
| turnieje z pulą nagród 100 000 $   |
| turnieje z pulą nagród 75/80 000 $ |
| turnieje z pulą nagród 50/60 000 $ |
| turnieje z pulą nagród 25 000 $    |
| turnieje z pulą nagród 15 000 $    |
| turnieje z pulą nagród 10 000 $    |

### Gra pojedyncza
|     | Data       | Turniej    | Kat. | ($)     | Naw.      | Finalistka         | Wynik         |
| 1.  | 23/11/2008 | Astana     | ITF  | 25 000  | twarda    | Tetjana Arefiejewa | 7:5, 6:4      |
| 2.  | 05/07/2009 | Stuttgart  | ITF  | 25 000  | ziemna    | Katalin Marosi     | 6:1, 6:2      |
| 3.  | 17/06/2012 | Buchara    | ITF  | 25 000  | twarda    | Ludmyła Kiczenok   | 6:0, 6:0      |
| 4.  | 20/10/2013 | Makinohara | ITF  | 25 000  | trawiasta | Belinda Bencic     | 6:3, 6:4      |
| 5.  | 09/03/2014 | Quanzhou   | ITF  | 50 000  | twarda    | N. Lertcheewakarn  | 6:1, 6:1      |
| 6.  | 16/04/2017 | Nanning    | ITF  | 25 000  | twarda    | Lee Ya-hsuan       | 6:2, 6:3      |
| 7.  | 18/06/2017 | Manchester | ITF  | 100 000 | trawiasta | Aleksandra Krunić  | 6:4, 6:4      |
| 8.  | 18/06/2017 | Gifu       | ITF  | 80 000  | twarda    | Liang En-shuo      | 6:0, 6:2      |
| 9.  | 05/01/2020 | Hongkong   | ITF  | 25 000  | twarda    | Zhu Lin            | 6:4, 7:5      |
| 10. | 20/10/2024 | Kayseri    | ITF  | 50 000  | twarda    | Alona Falej        | 0:6, 6:4, 6:3 |